# Осима, Юко
Ю ́ко О ́сима (яп. 大島優子 О:сима Ю:ко, род. 17 октября 1988, префектура Тотиги) — японский идол, певица и актриса, бывшая участница японской поп-группы AKB48.

## Биография

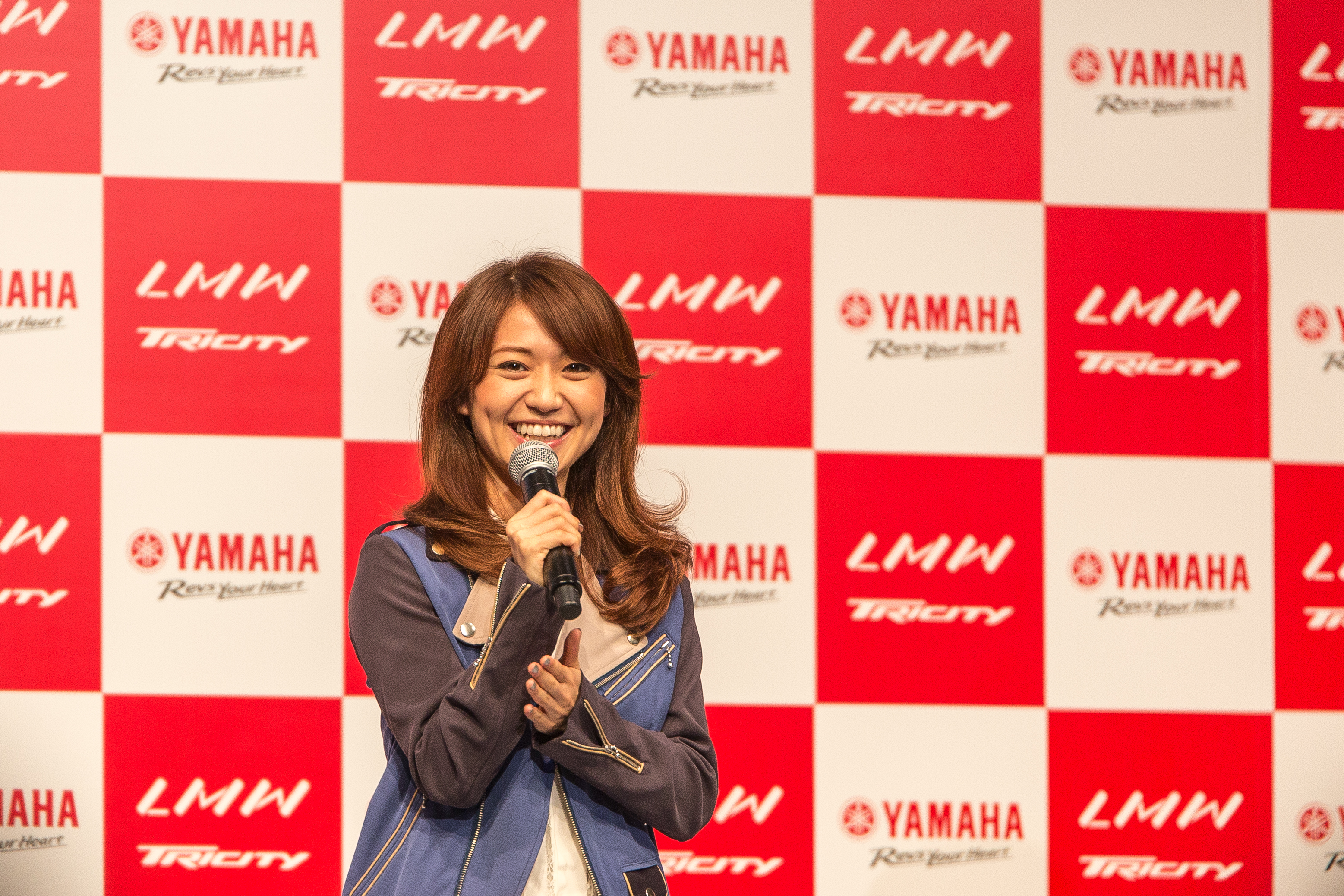

### 2006
В 2006 году Юко Осима приняла участие в прослушивании в Team К группы AKB48 и стала одной из 17 победительниц.

### 2007
В 2007 году вместе с Томоми Итано и Томоми Касай была завербована в футзальную команду «XANADU loves NHC».

### 2009
В январе 2009 года вошла в состав новой группы AKB Idoling!!!, явившейся результатом сотрудничества между группами AKB48 и Idoling!!!.
В состоявшемся в июне-июле 2009 года отборе участниц 13-го сингла заняла 2-е место, проиграв только Ацуко Маэде.

### 2010
В июне 2010 года в отборе для участия в 17-м сингле («Heavy Rotation») заняла 1-е место (31448 голосов).
Вместе с Ацуко Маэдой, Томоми Итано и Саякой Акимото снялась для VOGUE girl, дополнения к ноябрьскому номеру журналу VOGUE NIPPON. Журнал появился на прилавках 28 октября

### 2011
Заняла 2-е место в AKB48 на Всеобщих Выборах, проиграв Ацуко Маэде.

### 2012
Заняла 1-e место в AKB48 на Всеобщих Выборах.

## Дискография

### Синглы
AKB48
- Aitakatta (яп. 会いたかった)
- Seifuku ga Jama wo Suru (яп. 制服が邪魔をする)
- Keibetsu Shiteita Aijou (яп. 軽蔑していた愛情)
- Bingo!
- Boku no Taiyou (яп. 僕の太陽)
- Yuuhi wo Miteiru ka? (яп. 夕陽を見ているか？)
- Romance, Irane (яп. ロマンス、イラネ)
- Sakura no Hanabiratachi 2008 (яп. 桜の花びらたち2008)
- Baby! Baby! Baby!
- Oogoe Diamond (яп. 大声ダイヤモンド)
- Juunen Zakura (яп. 10年桜)
- Namida Surprise! (яп. 涙サプライズ！)
- Iiwake Maybe (яп. 言い訳Maybe)
- River
- Sakura no Shiori (яп. 桜の栞)
  - Majisuka Rock 'n' Roll (яп. マジスカロックンロール)
- Ponytail to Chouchou (яп. ポニーテールとシュシュ)
  - Majijo Teppen Blues (яп. マジジョテッペンブルース)
- Heavy Rotation (яп. ヘビーローテーション)
  - Lucky Seven (яп. ラッキーセブン)
  - Yasai Sisters (яп. 野菜シスターズ)
  - UZA  (яп. )
  - So long! (яп. )

Not yet
- Pera Pera Perao
- Uminari Yo
- Hiri Hiri no Hana
- Sasayaka na boku no teikou

## Фильмография

### Фильмы
| Год  |   | Русское название   | Оригинальное название              | Роль         |
| ---- | - | ------------------ | ---------------------------------- | ------------ |
| 2007 | ф | Суицидальная песня | Densen Uta (яп. 伝染歌 Дэнсэн ута) | Андзу Нацуно |

### Телевизионные сериалы
| Год  |   | Русское название | Оригинальное название                 | Роль       |
| ---- | - | ---------------- | ------------------------------------- | ---------- |
| 2001 | ф | Antique Bakery   | яп. アンティーク 〜西洋骨董洋菓子店〜 | (эпизод 4) |
| 2010 | ф | Majisuka Gakuen  | яп. マジすか学園                      | Юко Осима  |